# Montreuil-sous-Pérouse
Montreuil-sous-Pérouse är en kommun i departementet Ille-et-Vilaine i regionen Bretagne i nordvästra Frankrike. Kommunen ligger i kantonen Vitré-Ouest som tillhör arrondissementet Fougères-Vitré. År 2022 hade Montreuil-sous-Pérouse 1 041 invånare.

## Befolkningsutveckling
Antalet invånare i kommunen Montreuil-sous-Pérouse
Referens:INSEE